# Крайнэк, Джон
Джон Крайнэк (англ. John Kraynak) более известный как Боб КО Суиней (англ. Bob "KO" Sweeney, 15 декабря 1894, Плимут, Пенсильвания, США — 14 июня 1961, Уилкс-Барре, Пенсильвания, США) — американский боксёр-профессионал. Один из оппонентов чемпиона мира британца Боба Фицсиммонса.

## Результаты боёв
| Бой | Дата | Соперник | Судьи | Место боя | Раундов | Результат | Дополнительно |
| --- | ---- | -------- | ----- | --------- | ------- | --------- | ------------- |
|     |      |          |       |           |         |           |               |